# Philadelphia Freedom
Singles de Elton John
Lucy in the Sky with Diamonds
(1974) Someone Saved My Life Tonight
(1975)
Philadelphia Freedom est une chanson d'Elton John sortie en single en 1975.
Écrite par Bernie Taupin et composée par John, cette chanson est un hommage à la joueuse de tennis Billie Jean King et à la Philadelphia soul. Elle se classe no 1 des ventes aux États-Unis en avril 1975.
La face B est une version de I Saw Her Standing There des Beatles enregistrée lors du concert donné par Elton John au Madison Square Garden le 28 novembre 1974, avec John Lennon comme invité.

## Musiciens
- Elton John : chant, piano électrique
- Davey Johnstone : guitare acoustique, guitare électrique
- Dee Murray : basse
- Nigel Olsson : batterie
- Ray Cooper : tambourin, maracas, congas
- Gene Page : arrangements orchestraux

## Reprises
- MFSB sur l'album Philadelphia Freedom (en) (1975)
- Hall and Oates sur l'album Two Rooms: Celebrating the Songs of Elton John & Bernie Taupin (1991)